# Basufan
Basufan  (parfois orthographié Bâssoûfâne, Bassoufane, Bosoufane, Bāşūfān) est un village antique localisé au nord-ouest de la Syrie. Une église dédiée à Saint Phocas y a été construite en 491-492.

## Localisation
Le village de Basufan est situé dans le gouvernorat d'Alep, à environ 30 kilomètres au nord-ouest de la ville d'Alep. Il est construit à 583 mètres d'altitude, à l'ouest du Djebel Si'man. Le village est accessible en empruntant la route reliant Alep à Afrin, puis en bifurquant à l'est de Deir Seman. De Deir Seman, une route secondaire serpente sur cinq kilomètres dans les montagnes.

## Description
Plusieurs vestiges de l'âge d'or des villages byzantins de Syrie, entre le Ve siècle et le VIIe siècle, y ont été retrouvés. Howard Crosby Butler, en 1905, à la tête d'une expédition archéologique de l'université américaine de Princeton, mentionne  un grand cimetière islamique autour de l'église antique. Il mentionne également avoir trouvé les vestiges d'une autre église, plus ancienne et entièrement détruite. L'église dédiée à Saint Phocas faisait probablement partie d'un ensemble monastique. La même année, Gertrude Bell, au cours d'un voyage, traverse Basufan. Elle trouve le village principalement habité par des Kurdes, qui louent leurs maisons pendant les chauds mois d'été aux chrétiens et aux Juifs d'Alep qui y viennent en vacances.

Photographies prises par Gertrude Bell de l'église de Basufan
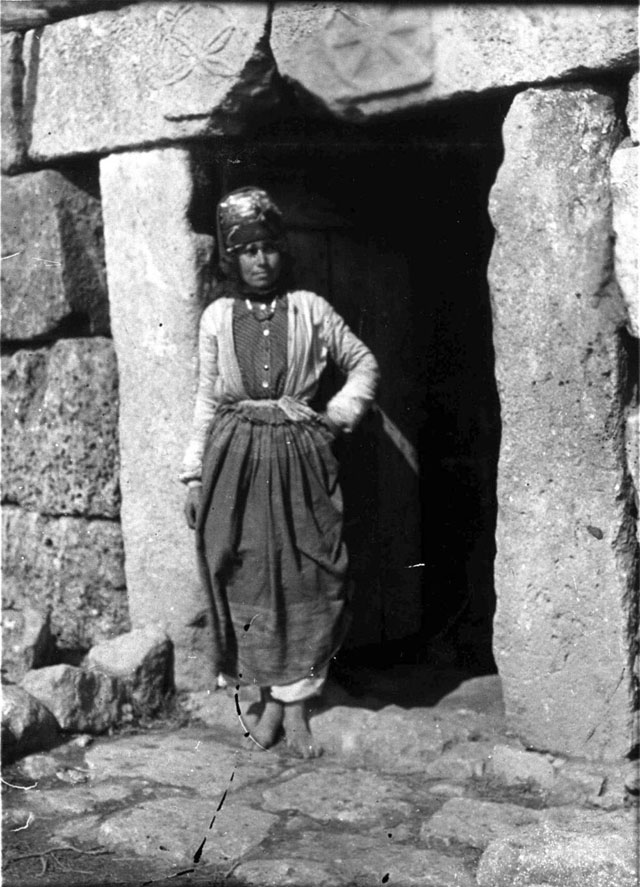
Fille kurde se tenant près d'une porte sculptée.
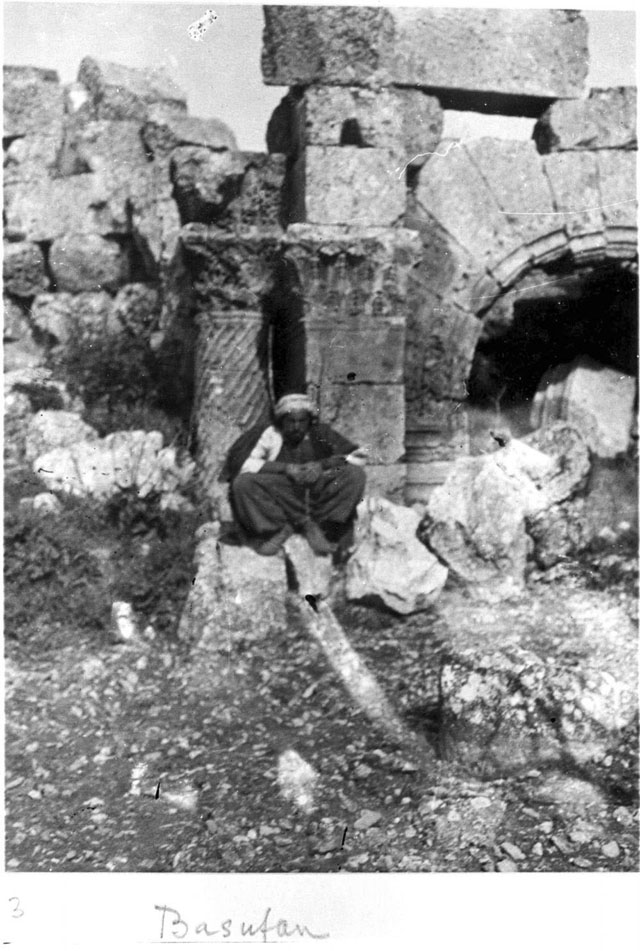
Homme kurde devant l'abside. Colonne torsadée, chapiteau corinthien.
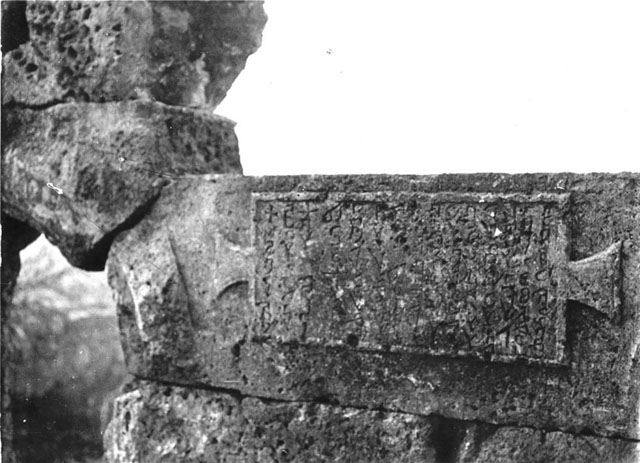
Inscription en syriaque.

### Église Saint-Phocas
L'église Saint-Phocas était un édifice de plan basilical à trois nefs en colonnes. Elle est datée par une inscription sur le mur sud des années 491-492 qui nomme également la dédicace à Saint Phocas.
La nef mesure 24 mètres de longueur sur 15,4 de largeur. Les arcades de la nef reposent sur des colonnes, tandis que les murs extérieurs sont renforcées par des pilastres. À l'est, le chevet est constitué de deux absides rectangulaires encadrant une abside centrale semi-circulaire. Les deux absides rectangulaires communiquent sur les nefs latérales et la chambre sud est également ouverte sur l'abside centrale. Elles ont servi de martyrium. On y trouve une ressemblance avec l'église de Qal'at Sem'an qui pourrait résulter de l'imitation de l'architecture de cette dernière. L'accès à la nef se fait par une porte au milieu de la façade sud, et un second accès se trouve sur le pignon ouest.